# Piotr Wyleżoł
Piotr Wyleżoł (ur. 6 grudnia 1976 w Knurowie) – polski pianista jazzowy, kompozytor, profesor AMKP w Krakowie

## Życiorys
Jest absolwentem Akademii Muzycznej w Katowicach na Wydziale Jazzu i Muzyki Rozrywkowej w klasie fortepianu Wojciecha Niedzieli. Od 2007 roku prowadzi klasę fortepianu jazzowego na Akademii Muzycznej w Krakowie. Od 2011 roku doktor sztuki.
W wieku 10 i 11 lat z towarzyszeniem orkiestry Filharmonii w Rybniku grał koncerty fortepianowe Mozarta i Beethovena. Karierę na scenie jazzowej rozpoczął w okresie studiów, w zespołach m.in. Janusza Muniaka, Jarka Śmietany i Marka Bałaty. Od początku swojej działalności artystycznej jest liderem własnego trio. Był nominowany do nagrody Fryderyk 2010 w kategorii Jazzowy Album Roku.
Podczas dotychczasowej kariery współpracował z: Billy Hartem, Edd Schullerem, Januszem Muniakiem, Tomaszem Szukalskim, Jarosławem Śmietaną, Tomaszem Stańko, Janem Ptaszynem Wróblewskim, Grzegorzem Nagórskim, Andrzejem Cudzichem, Adamem Pierończykiem, John Purcellem, Urszulą Dudziak, Ewą Bem, Steve Loganem, Janis Siegel. Od 2005 roku współpracował z Nigelem Kennedym, biorąc udział w jego autorskich projektach, a także koncertach muzyki klasycznej, m.in. jako klawesynista w repertuarze J.S. Bacha czy A. Vivaldiego.

## Wyróżnienia i nagrody
- 1993: I nagroda w Międzywojewódzkim Konkursie Solfeżowym w Katowicach
- 1998: II nagroda na Międzynarodowym Festiwalu „Jazz nad Odrą“ we Wrocławiu z zespołem Parnas Jazz Sextet / Nagroda indywidualna dla najlepszego instrumentalisty Międzynarodowego Festiwalu „Jazz nad Odrą“
- 1999: Wyróżnienie na Międzynarodowym Konkursie Młodych i Debiutujących Zespołów Jazzowych „Jazz Juniors“ w Krakowie
- 2002: zakwalifikowanie do grona dziesięciu finalistów światowego konkursu pianistów jazzowych w Paryżu : „Martial Solal International Jazz Piano Competition“
- 2002: I nagroda na międzynarodowym konkursie młodych i debiutujących zespołów jazzowych „Jazz Juniors” w Krakowie z zespołem Parnas Jazz Sextet
- 2002: I nagroda na Festiwalu Standardów Jazzowych w Siedlcach z zespołem Piotr Wyleżoł/Adam Palma Quartet
- 2003: Grand Prix: „Klucz do Kariery” festiwalu „Pomorska Jesień Jazzowa”
- 2003: Nagroda indywidualna dla najlepszego instrumentalisty międzynarodowego festiwalu: „Jazz nad Odrą” we Wrocławiu
- 2004: II nagroda na Międzynarodowym Konkursie Improwizacji Jazzowej w Katowicach

## Dyskografia
Płyty autorskie:
- Piotr Wyleżoł, „Human Things” (2018)
- Piotr Wyleżoł, „Improludes” (2015)
- Wyleżoł / Jaskułke, „DuoDram” (2011)
- Piotr Wyleżoł, „Quintet Live” (2010)
- Piotr Wyleżoł, „Children’s Episode’s” (2009)
- Piotr Wyleżoł, „Piano Trio” (2007)
- Wyleżoł, Kowalewski, Żyta, „Yearning” (2001)

Wybrane płyty z innymi artystami:
- Nigel Kennedy, „Four Elements” (2011)
- Nigel Kennedy, „Shhhhh” (2010)
- Edi Sanchez, „Aun No Se” (2010)
- Nigel Kennedy, „A very nice album” (2008)
- Jarosław Śmietana, „Autumn Suite” (2006)
- Marek Napiórkowski, „Nap” (2005)
- Jarosław Śmietana, „My love and Inspiration” (2005)
- Ewa Bem, „ewa.ewa” (2004)
- Jarosław Śmietana, „A Story of polish jazz” (2004)
- Śmietana Quintet feat. NIGEL KENNEDY,
- „Live at Cracow Philharmonic Hall” (2004)
- Jarosław Śmietana, „Parallel Worlds” (2003)
- Janusz Muniak, „Annie” (2002)
- Śmietana Band Feat Purcell „Out of the Question” (2001)
- Grzegorz Karnas, „Reinkarnasja” (2000)